# Saprositellus ariquemes
Saprositellus ariquemes är en skalbaggsart som beskrevs av Zdzisława Stebnicka 2003. Saprositellus ariquemes ingår i släktet Saprositellus och familjen Aphodiidae. Inga underarter finns listade i Catalogue of Life.